# Batonski rat
Batonski rat (Bellum Batonianum) ili Veliki ilirski ustanak (od 6. – 9. godine) je bila pobuna dalmatinsko-panonskih Ilira protiv rimske vladavine.

## Povijest rata
Pobuna je izbila zbog velikih poreza i nasilnog regrutiranja Ilira u rimsku vojsku za borbu protiv Markomana (Germani). Baton, vođa plemena Dezidijata, protjerao je Rimljane sa skoro cijele istočne obale Jadrana i na jugu do Apolonije. Istovremeno se i panonsko pleme Breuka (vođe Baton Breučki i Pines) pobunilo i oni su stigli do utvrde Sirmija (danas Srijemska Mitrovica), gdje su ih odmorne rimske snage, upravo pristigle iz Mezije, odbacile prema rijeci Dravi.
Baton Dezidijat je krenuo na zapad prema Italiji i u Rimu je nastala panika, na što je car August Oktavijan tražio od Senata da se uvedu izvanredne mjere. Izvršena je mobilizacija veterana i robova imućnih građana Rima. Osim toga, August je morao obustaviti svoje operacije pod zapovjedništvom Tiberija u Germaniji i poslati vojsku protiv pobunjenika. Tiberije je sa svojim legijama stigao do Siscije (Sisak) i tu se učvrstio.
Dolazak Tiberija prinudio je Batona da prijeđe rijeku Savu i da se ujedini s Batonom Breučkim i Pinesom te da se utvrde na Mons Almusu (Fruška Gora). Tiberije se nadao da će pošast i glad koja je vladala tada uništiti pobunjenike. S istoka je pobunjenike napadao sa svojim legijama zapovjednik Cecina Severe, uz pomoć konjičkih i pješačkih postrojbi trakijskog kralja Remetalcesa, ali se ubrzo morao povući kako bi obranio Meziju od Sarmata. Cecina je ostavio postrojbe Remetalcesa sa zadatkom da uznemiravaju Ilire, i po mogućnosti, da spriječi njihov prodor u Makedoniju.
Zimi 6. – 7. godine Tiberije je s prikupljenim snagama od nekih 5 legija otpočeo djelovanja prema Cibali (Vinkovci). U trenutku kada su se Rimljani prikupljani i pokušavali se ulogoriti kod močvara rijeke Vuke, Baton Dezidijat i Baton Breučki su iznenadno izvršili napad na Rimljane i nanijeli rimskoj vojsci jedan od najtežih poraza od vremena Punskih ratova. Ostaci rimske legije su se povukli u Siscij (Sisak).
Sljedeće, 8. godine, što zbog povremenih napada Rimljana, ali više zbog svađe, Breuci su bili potpuno poraženi na rijeci Batinus (najvjerojatnije Bosna). Baton Breučki je izdao Pinesa Rimljanima, a onda sam zagospodario plemenom. Međutim, ubrzo ga je zarobio Baton Dezidijat i pogubio ga, koji je uspio nagovoriti većinu Breuka da se ponovno pobune. Tu novu pobunu ugušio je Plautije Silvan. Baton Dezidijat je tada zatvorio sve klance i klisure koji vode u Bosnu, a Rimljani su obustavili pohode do sljedećeg proljeća.
Borba za pokoravanje Batona Dezidijata otpočela je sljedeće 9. godine, time što je Marko Emilije Lepid dio svoje vojske uputio pravcem Siscije – Burnum ([Knin]) u Dalmaciju, gdje se nalazio Tiberijev nećak Germanik. Tada je i otpočeo konačan napad na Batona iz tri pravca – sa sjeverozapada Lepid, sa sjeveroistoka Silvan i iz Dalmacije Tiberije i Germanik. Potpomognuti velikim brojem tračanskih postrojbi kralja Rhoemetalcesa, rimskog saveznika (amicus) s oko 200,000 vojnika Baton se povukao u utvrdu Andetrij (Andetrium) (Muć kod Splita) i predao se prije pada utvrde. Zadnje ostatke pobunjenika Rimljani su savladali kod Sarajeva i Perasta u Crnoj Gori. Posebno se ističe grad Arduba, u kojem su žene s djecom skakale u rijeku i vatru da ne budu zarobljeni.
Pored ustaljene ratne odmazde Rimljani su nakon pobjede podijelili Ilirska plemena Tako su od Breuka, miješanjem s Keltima iz Panonije, nastali Ozerijati (Osseriates), Kolapijani i Varciani. Ostali su prodani u roblje ili deportirani na mjesta kao što su Azali.

## Vanjske poveznice
- Anto Zirdum, Bellum Batonianum video dokumentarni – prvi dio